# Roman Todd
Roman Todd, właśc. Samson George Dalton (ur. 31 marca 1985 w Nowym Jorku) – amerykański aktor pornograficzny.

## Życiorys
Urodził się i dorastał w Nowym Jorku.
Karierę w branży pornograficznej rozpoczął w 2010 od występów w filmach wytwórni Pulse Distribution i Randy Blue. W kolejnych latach zagrał także w produkcjach wytwórni: Men.com, Juicy Boys, Bromo.com, Mile High, Next Door Entertainment, Falcon Studios i CockyBoys.com.
W 2022 zdobył branżową nagrodę Grabby za najlepszy duet (z Cole’em Connorem w filmie Falcon Live: 4 the Fans) i nagrodę portalu Str8UpGayPorn za najlepszą scenę w duecie (z Felixem Foxem). W 2023 otrzymał cztery nagrody Grabby za wygraną w kategoriach: wykonawca roku i najlepszy wykonawca uniwersalny oraz najlepszy duet (z Nickiem Fittem w filmie Modern Day Sins) i najlepsza scena grupowa (zbiorowo w filmie Scrum: Balls to the Wall). W tym samym roku odebrał dwie nagrody na gali rozdania GayVN Award za wygraną w kategoriach: wykonawca roku i ulubiony wykonawca uniwersalny. W 2024 otrzymał nagrodę GayVN za najlepszą scenę biseksualnego seksu (z Izzym Wilde’em w filmie Call Center Cocks).

### Życie prywatne
13 sierpnia 2018 ożenił się z Jacqueline Gfeller. Deklaruje się jako osoba panseksualna.

## Nagrody
| Rok  | Nagroda             | Kategoria                           | Film                     | Inni wykonawcy                                                                                 |
| ---- | ------------------- | ----------------------------------- | ------------------------ | ---------------------------------------------------------------------------------------------- |
| 2022 | Str8UpGayPorn Award | Najlepsza scena w duecie            | Felix Fox                | –                                                                                              |
| 2022 | Grabby Awards       | Najlepszy duet                      | Falcon Live: 4 the Fans  | Cole Connor                                                                                    |
| 2023 | Grabby Awards       | Wykonawca roku                      | –                        | –                                                                                              |
| 2023 | Grabby Awards       | Najlepszy wykonawca uniwersalny     | –                        | –                                                                                              |
| 2023 | Grabby Awards       | Najlepszy duet                      | Modern Day Sins          | Nick Fitt                                                                                      |
| 2023 | Grabby Awards       | Najlepsza scena grupowa             | Scrum: Balls to the Wall | Cole Connor, Devin Franco, Drew Valentino, JJ Knight, Luca Del Rey, Tarzan Top, Tristan Hunter |
| 2023 | GayVN Award         | Wykonawca roku                      | –                        | –                                                                                              |
| 2023 | GayVN Award         | Ulubiony wykonawca uniwersalny      | –                        | –                                                                                              |
| 2024 | GayVN Award         | Najlepsza scena biseksualnego seksu | Call Center Cocks        | Izzy Wilde                                                                                     |